# Beulah (film 1915)
Beulah è un film muto del 1915 diretto da Bertram Bracken.

## Trama
In Louisiana, Beulah Benton lascia l'orfanotrofio dove è stata allevata. Sua sorella Lillian è stata adottata da una ricca famiglia insieme a Eugene, un altro orfano, mentre Beulah, per vivere, deve trovarsi un lavoro. Costretta a fare la serva, quando viene a sapere che Lillian è gravemente ammalata, corre da lei. Conosce così il suo medico, il dottor Guy Hartwell, un uomo amareggiato che non ha più fiducia nelle donne dopo essere stato abbandonato anni prima dalla moglie. Lillian muore e Hartwell adotta Beulah. Ma la ragazza deve scontrarsi quotidianamente con l'ostilità della sorella del medico, una vedova che vive da lui insieme alla figlia. Le due, temendo che Beulah possa diventare l'erede di Hartwell, la osteggiano e umiliano in tutti i modi.
Il medico, pian piano, si addolcisce e ammette di essersi innamorato di Beulah. Un giorno, le chiede di sposarlo. Ma la ragazza pensa sempre a Eugene, il ragazzo con il quale è cresciuta e che ama. Quest'ultimo, che è stato in Europa, finalmente ritorna ma è fidanzato con una ragazza frivola e superficiale. Guy, che ha perso ogni speranza nei riguardi di Beulah, parte per il nord.
La ragazza si diploma e diventa insegnante. Qualche tempo dopo, scoppia un'epidemia. Guy Hartwell legge la notizia sul giornale e decide di ritornare a casa. Troverà Beulah che lavora tra i malati, prendendosi cura di loro. Insieme, i due salveranno molte vite e Beulah, finalmente, si renderà conto di amare il dottore.

## Produzione
Il film fu prodotto dalla Balboa Amusement Producing Company.

## Distribuzione
Distribuito dall'Alliance Films Corporation, il film uscì nelle sale nel maggio del 1915.